# Authuille
Authuille est une commune française située dans le département de la Somme en région Hauts-de-France.

## Géographie

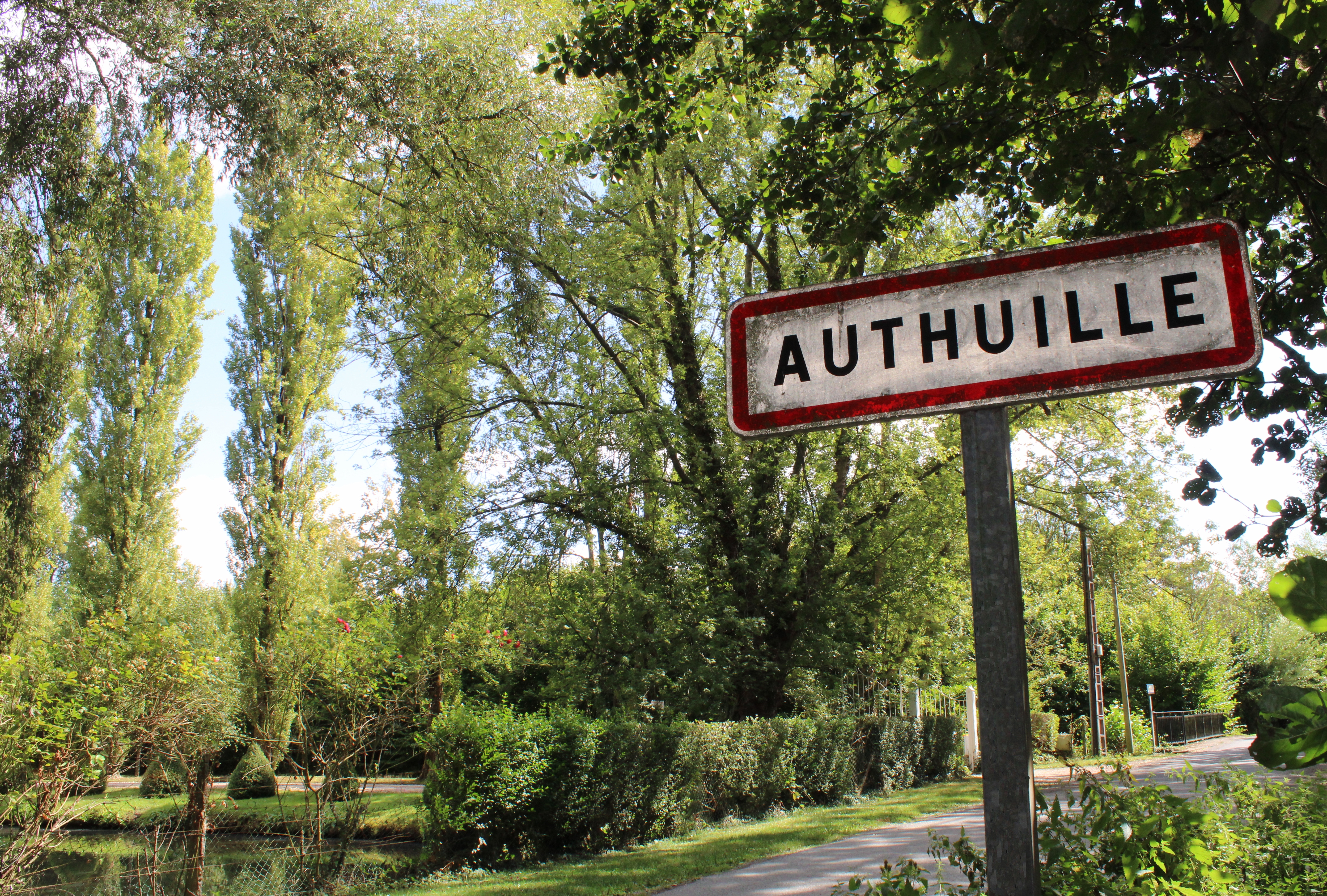
Entrée du village sur l'Ancre.

### Localisation

#### Communes limitrophes
|                   | Beaumont-Hamel | Thiepval              |
| Mesnil-Martinsart | Authuille      |                       |
|                   | Aveluy         | Ovillers-la-Boisselle |

### Nature du sol et du sous-sol
Le sol est de nature tourbeuse dans la vallée, argileuse dans la plaine et calcaire sur les collines qui entourent le village.

### Relief, paysage, végétation
Authuille est située dans la vallée de l'Ancre mais le territoire communal s'étend également sur les versants de la vallée et la plaine qui s'étend vers Ovillers-la-Boisselle.
Le relief est assez accidenté, la vallée est large et profonde et la déclivité du sol est très prononcée. Le paysage est assez verdoyant, champs cultivés alternent avec pâtures surtout situées le long de l'Ancre.
Le village est construit en amphithéâtre à flanc de colline. Il est traversé par la route qui mène d'Aveluy à Thiepval. Il se caractérise par la présence de deux restaurants gastronomiques et d'une exploitation agricole qui s'est spécialisée dans les produits du terroir.
La présence d'un camping témoigne d'une ouverture vers l'activité touristique.

### Hydrographie

#### Réseau hydrographique
La commune est située dans le bassin Artois-Picardie. Elle est drainée par l'Ancre et le canal.
L'Ancre, d'une longueur de 37 km, prend sa source dans la commune de Miraumont et se jette  dans la Somme canalisée en rive droite à Aubigny, après avoir traversé 21 communes.

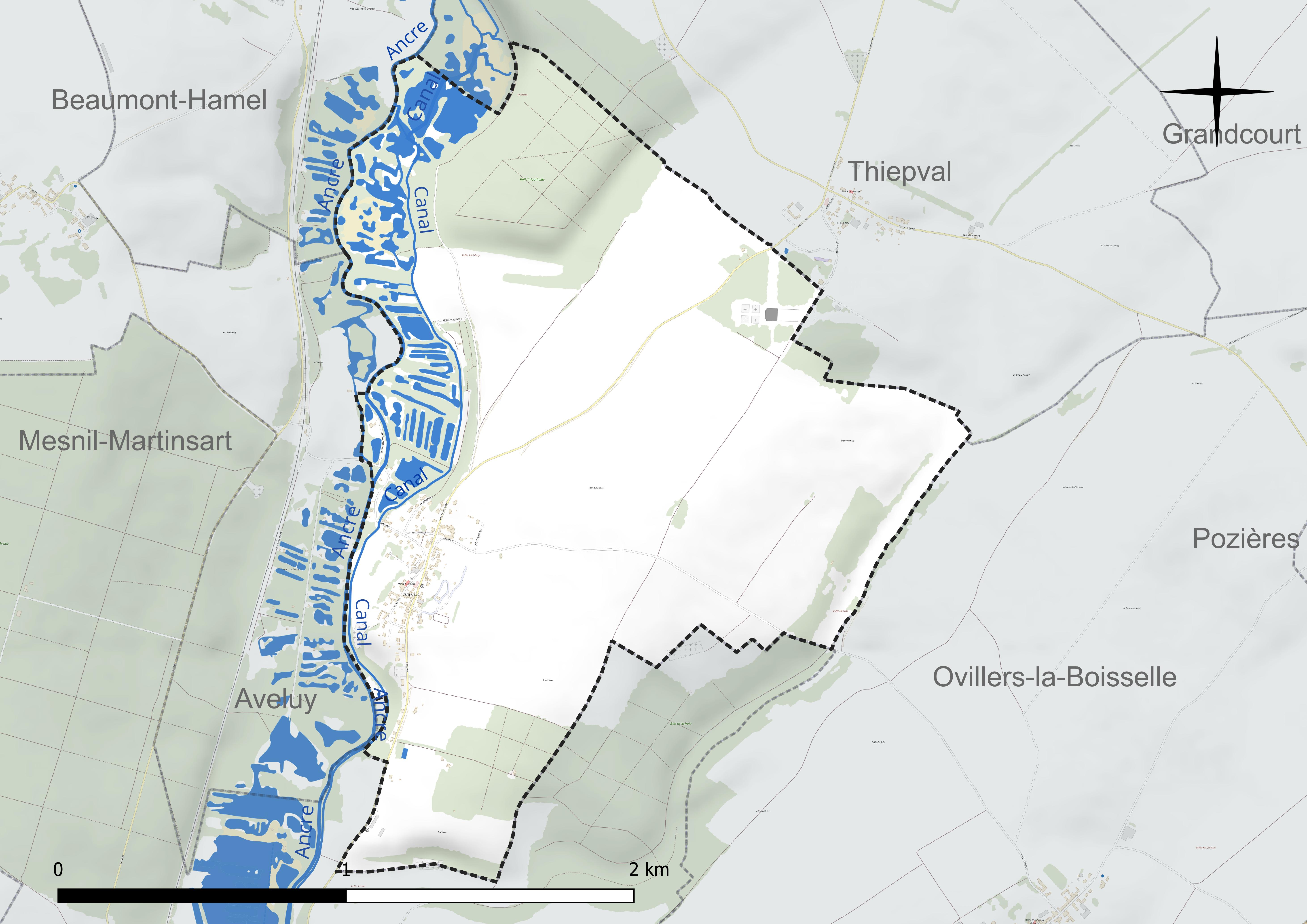
Réseau hydrographique d'Authuille.

#### Gestion et qualité des eaux
Le territoire communal est couvert par le schéma d'aménagement et de gestion des eaux (SAGE) « Somme aval et Cours d'eau côtiers ». Ce document de planification concerne un territoire de 1 835 km2 de superficie, délimité par le bassin versant de la Somme canalisée. Le périmètre a été arrêté le 29 avril 2010 et le SAGE proprement dit a été approuvé le 6 août 2019. La structure porteuse de l'élaboration et de la mise en œuvre est le syndicat mixte d'aménagement hydraulique du bassin versant de la Somme (AMEVA).
La qualité des cours d'eau peut être consultée sur un site dédié géré par les agences de l'eau et l'Agence française pour la biodiversité.

### Climat
Pour des articles plus généraux, voir Climat des Hauts-de-France et Climat de la Somme.
En 2010, le climat de la commune est de type climat océanique dégradé des plaines du Centre et du Nord, selon une étude du CNRS s'appuyant sur une série de données couvrant la période 1971-2000. En 2020, Météo-France publie une typologie des climats de la France métropolitaine dans laquelle la commune est exposée à un climat océanique et est dans la région climatique Nord-est du bassin Parisien, caractérisée par un ensoleillement médiocre, une pluviométrie moyenne régulièrement répartie au cours de l'année et un hiver froid (3 °C).
Pour la période 1971-2000, la température annuelle moyenne est de 10,1 °C, avec une amplitude thermique annuelle de 14,4 °C. Le cumul annuel moyen de précipitations est de 799 mm, avec 12,3 jours de précipitations en janvier et 9,1 jours en juillet. Pour la période 1991-2020, la température moyenne annuelle observée sur la station météorologique la plus proche, située sur la commune de Méaulte à 7 km à vol d'oiseau, est de 10,7 °C et le cumul annuel moyen de précipitations est de 730,3 mm,. Pour l'avenir, les paramètres climatiques de la commune estimés pour 2050 selon différents scénarios d'émission de gaz à effet de serre sont consultables sur un site dédié publié par Météo-France en novembre 2022.

## Urbanisme

### Typologie
Authuille est une commune rurale, car elle fait partie des communes peu ou très peu denses, au sens de la grille communale de densité de l'Insee,,,.
La commune est en outre hors attraction des villes,.

### Occupation des sols
L'occupation des sols de la commune, telle qu'elle ressort de la base de données européenne d'occupation biophysique des sols Corine Land Cover (CLC), est marquée par l'importance des territoires agricoles (67,2 % en 2018), en diminution par rapport à 1990 (73,6 %). La répartition détaillée en 2018 est la suivante : 
terres arables (67,2 %), forêts (13,5 %), zones humides intérieures (12,3 %), zones urbanisées (7 %). L'évolution de l'occupation des sols de la commune et de ses infrastructures peut être observée sur les différentes représentations cartographiques du territoire : la carte de Cassini (XVIIIe siècle), la carte d'état-major (1820-1866) et les cartes ou photos aériennes de l'IGN pour la période actuelle (1950 à aujourd'hui).

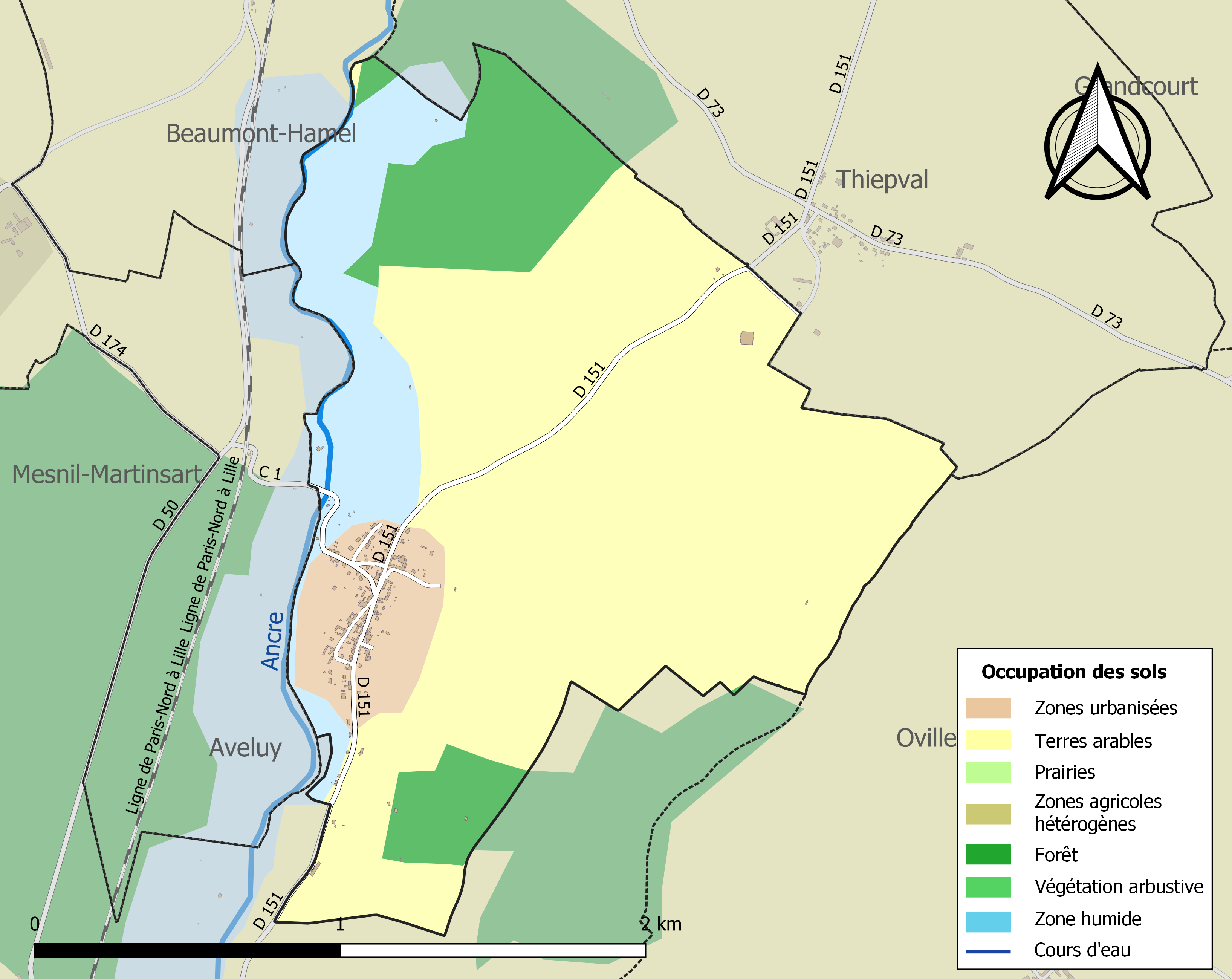
Carte des infrastructures et de l'occupation des sols de la commune en 2018 (CLC).

## Toponymie

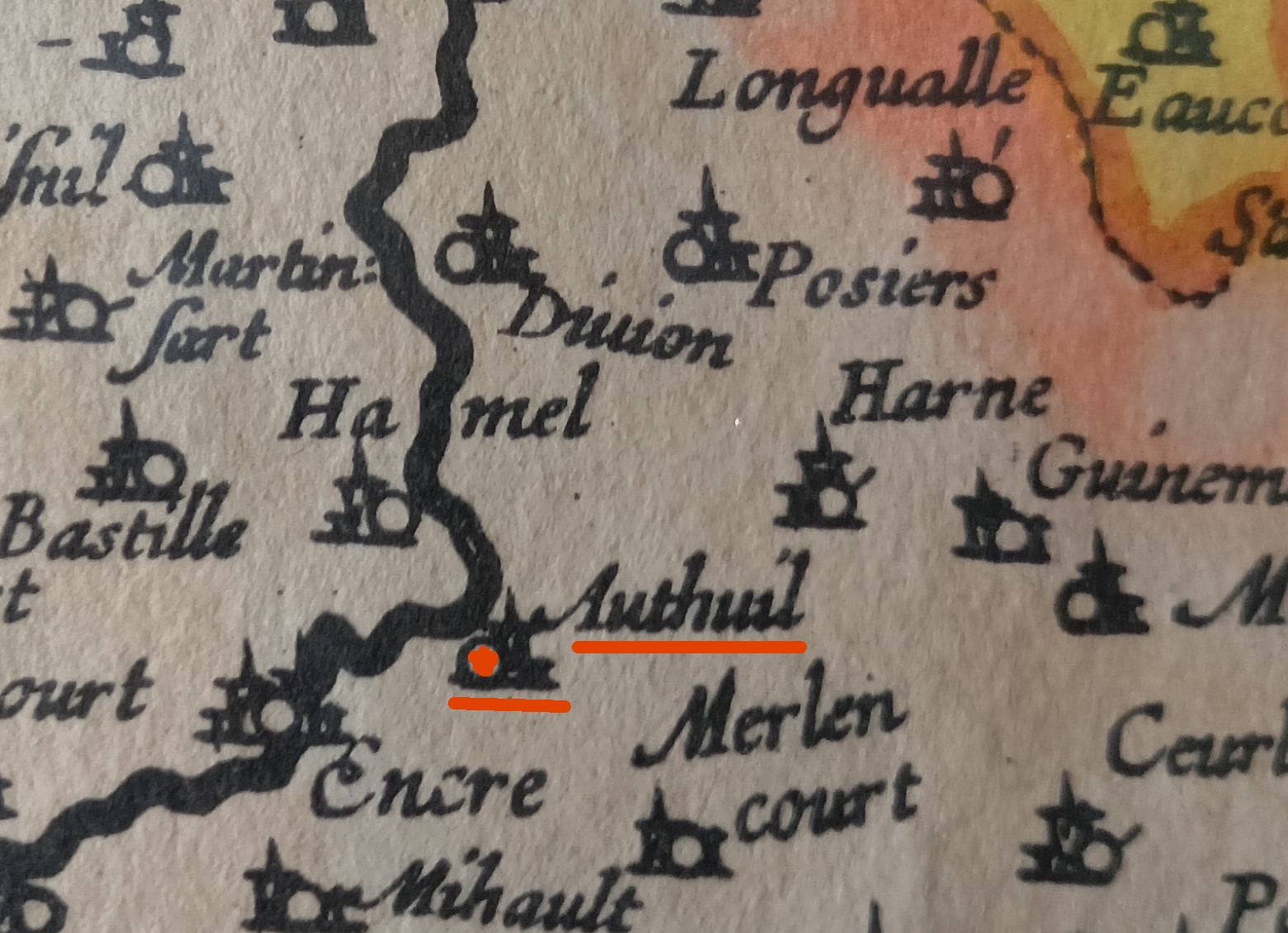
Sur une carte de la Picardie de 1620, Authuille s'écrivait Authuil.

Le nom de la localité est attesté sous les formes Antoilum (VIIe siècle.) ; Autoilum ; Altoilum ; Altogilum ; Antueil ; Anthieule ; Autuile (117..) ; Authuis (1186.) ; Authuile (1186.) ; Autulia (1188.) ; Autogils (1190.) ; Autuyle (1301.) ; Authuil (1579.) ; Authuille (1634.) ; Autüille (1692.) ; Autueil et Auteuil et Autuil (1695.) ; Autuilles (1763.) ; Antheuil (1787.) ; Authueille (1778.).
Variante féminine de Autheuil, probable composé du latin altus (« haut ») et du gaulois *ialo- (« clairière ») ; l'endroit aurait été caractérisé par une « haute clairière ».

## Histoire
- Au VIIe siècle, Fursy (saint Fursy), moine irlandais se rendant à Péronne, aurait guéri, à Authuille, un possédé païen qui se serait converti au christianisme. En souvenir de ce pieux événement, l'église du village porta le nom de Saint-Fursy.
- Aux XIIe et XIIIe siècles, on trouve des seigneurs d'Authuille dont Eustache d'Authuille qui en 1214, tenait du roi son château et ses dépendances.
- 1415, Louis d'Authuille mourut à la bataille d'Azincourt.
- Au XVIIe siècle, la seigneurie d'Authuille échut au marquis d'Albert.

## Politique et administration

### Intercommunalité
La commune fait partie de la communauté de communes du Pays du Coquelicot.

### Liste des maires
| Période                                  | Période                   | Identité          | Étiquette | Qualité                              |
| ---------------------------------------- | ------------------------- | ----------------- | --------- | ------------------------------------ |
| Les données manquantes sont à compléter. |                           |                   |           |                                      |
| mars 2001                                | mai 2020                  | Régis Schoonheere |           |                                      |
| mai 2020                                 | En cours (au 25 mai 2020) | Fabrice Colson    |           | Technicien en recherche aéronautique |

## Population et société

### Démographie
Les habitants s'appellent des  Authuillois(es)

L'évolution du nombre d'habitants est connue à travers les recensements de la population effectués dans la commune depuis 1793. Pour les communes de moins de 10 000 habitants, une enquête de recensement portant sur toute la population est réalisée tous les cinq ans, les populations de référence des années intermédiaires étant quant à elles estimées par interpolation ou extrapolation. Pour la commune, le premier recensement exhaustif entrant dans le cadre du nouveau dispositif a été réalisé en 2008.

En 2022, la commune comptait 157 habitants, en évolution de −5,99 % par rapport à 2016 (Somme : −1,26 %, France hors Mayotte : +2,11 %).
| 1793 | 1800 | 1806 | 1821 | 1831 | 1836 | 1841 | 1846 | 1851 |
| ---- | ---- | ---- | ---- | ---- | ---- | ---- | ---- | ---- |
| 268  | 252  | 286  | 298  | 319  | 335  | 349  | 334  | 311  |

| 1856 | 1861 | 1866 | 1872 | 1876 | 1881 | 1886 | 1891 | 1896 |
| ---- | ---- | ---- | ---- | ---- | ---- | ---- | ---- | ---- |
| 317  | 301  | 300  | 272  | 303  | 309  | 306  | 301  | 281  |

| 1901 | 1906 | 1911 | 1921 | 1926 | 1931 | 1936 | 1946 | 1954 |
| ---- | ---- | ---- | ---- | ---- | ---- | ---- | ---- | ---- |
| 235  | 239  | 243  | 74   | 107  | 141  | 152  | 126  | 117  |

| 1962 | 1968 | 1975 | 1982 | 1990 | 1999 | 2006 | 2008 | 2013 |
| ---- | ---- | ---- | ---- | ---- | ---- | ---- | ---- | ---- |
| 114  | 112  | 123  | 144  | 162  | 167  | 165  | 165  | 167  |

| 2018 | 2022 | - | - | - | - | - | - | - |
| ---- | ---- | - | - | - | - | - | - | - |
| 162  | 157  | - | - | - | - | - | - | - |

### Culture, sport et loisirs
- L'Association Authuille historique, a pour but de valoriser l'histoire et le patrimoine de la commune.

## Culture locale et patrimoine

### Lieux et monuments
- L'église Saint-Fursy[27] : détruite pendant la Grande Guerre, l'église d'Authuille a été reconstruite de 1932 à 1934, sur les plans de l'architecte Rigaud. Son aspect extérieur a été particulièrement soigné par l'utilisation de briques rouges et jaunes agencées en damier ou en mosaïque. Le plan et la décoration extérieure et intérieure s'inspirent du style gothique. La décoration intérieure est due pour les vitraux à Gérard Ansart et à l'atelier Darquet. Ils représentent, dans la nef, les stations du chemin de croix, dans le chœur, la crucifixion et, à la tribune, le Christ en majesté. Le mobilier a été dessiné par Pierre Ansart, architecte décorateur amiénois et père de Gérard Ansart. Pierre Ansart est également l'auteur de l'autel décorée de sgraffite.

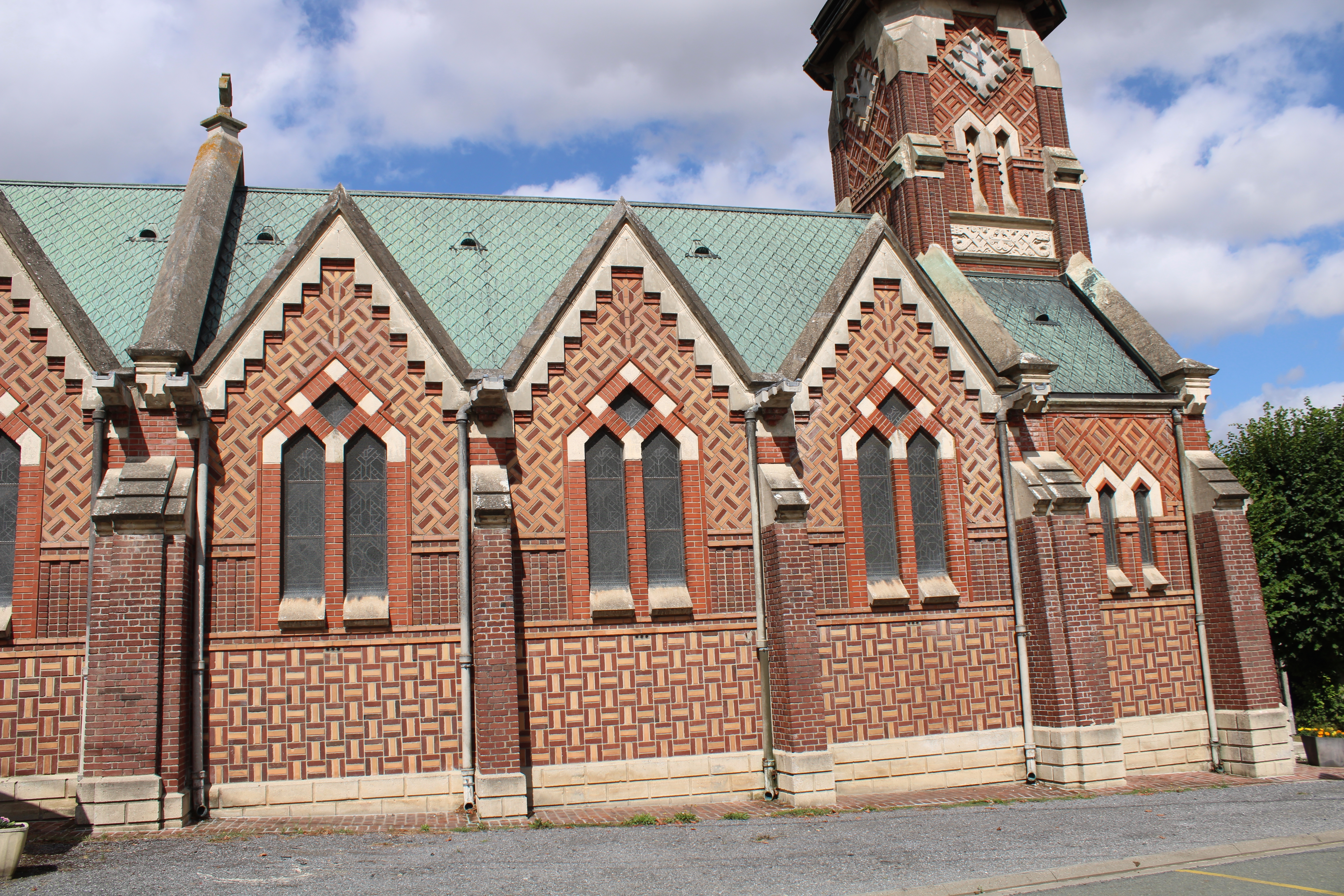
Détail de l'agencement des briques de l'église.
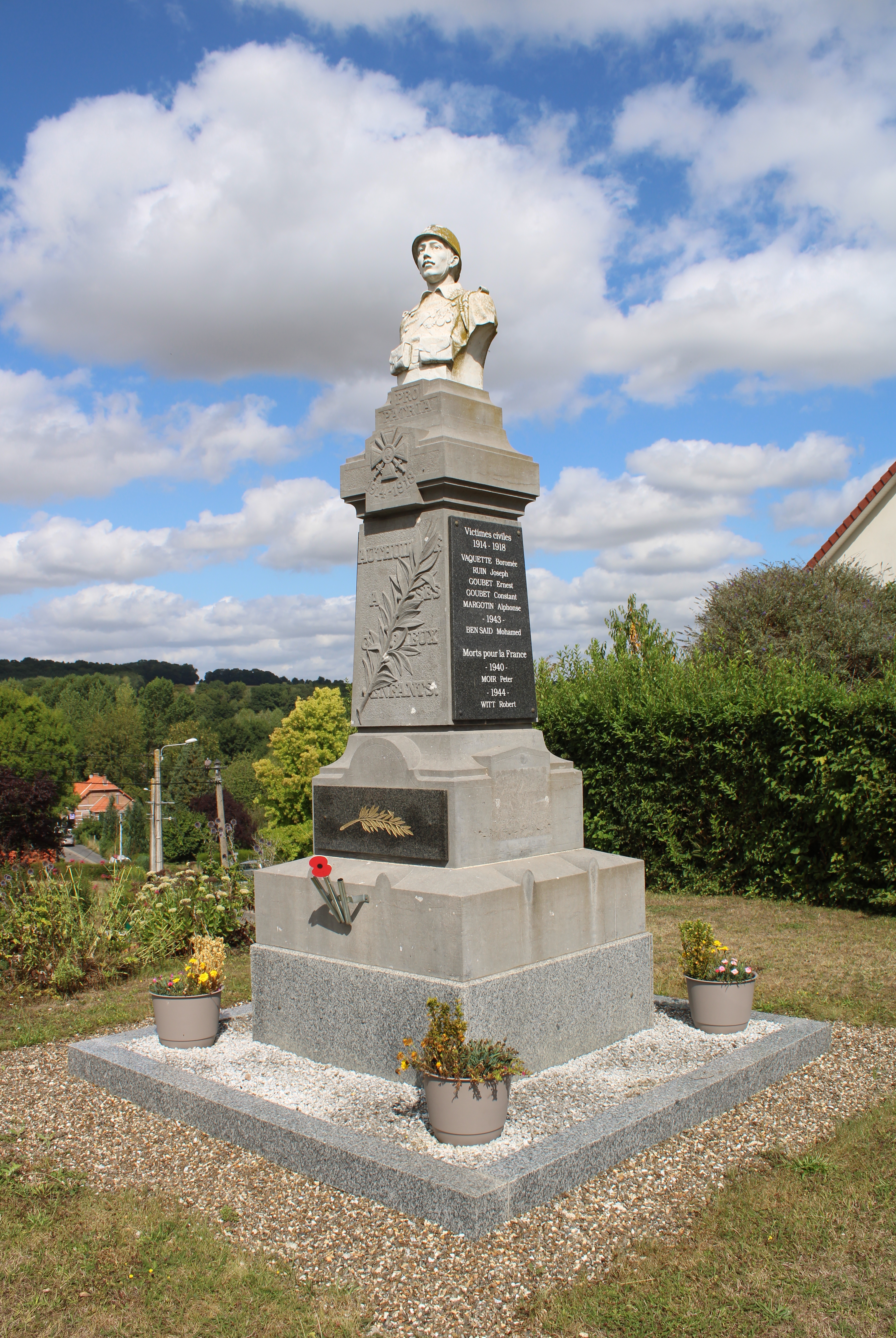
Le monument aux morts.
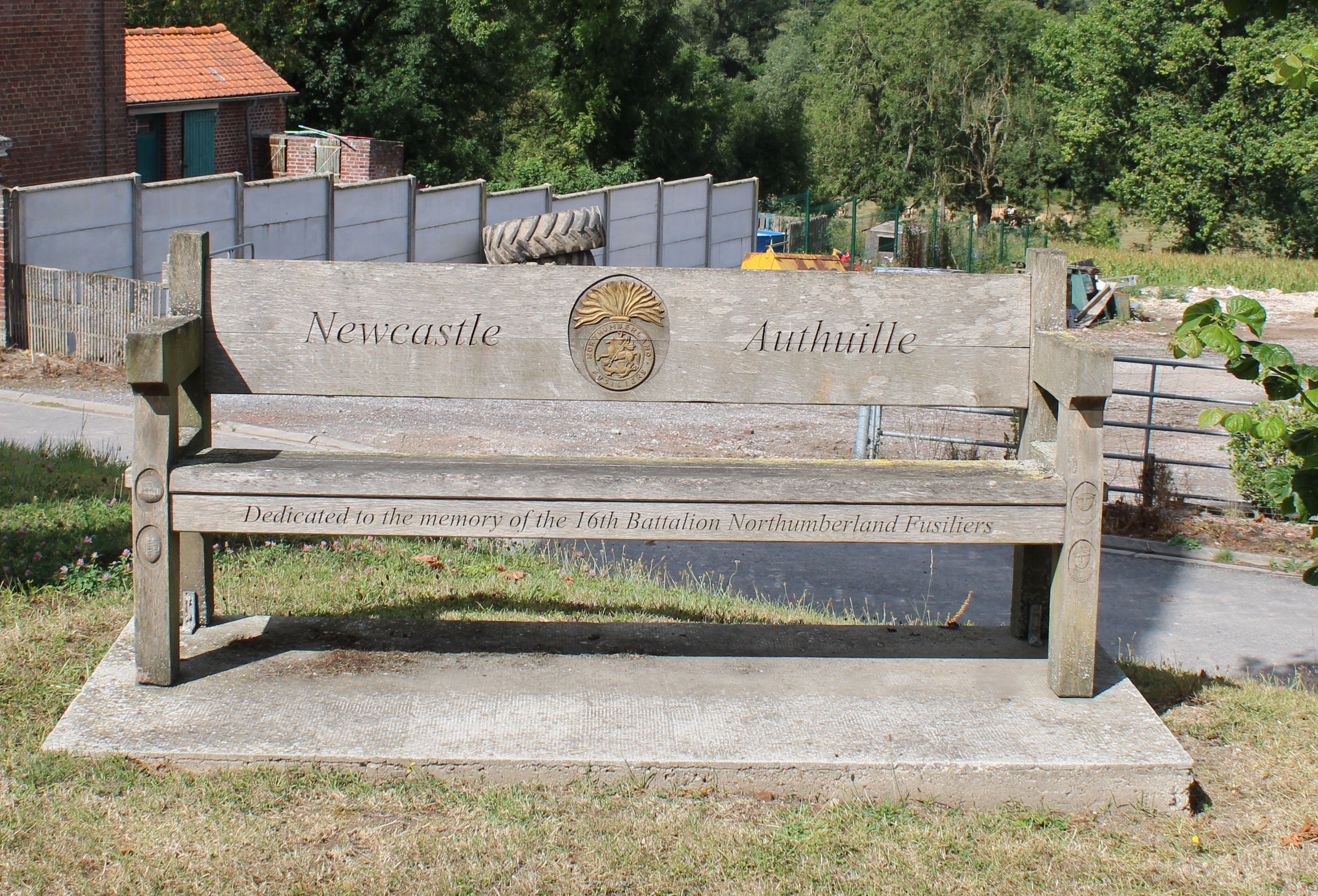
Banc hommage aux soldats britanniques qui ont combattu à Authuille en juillet 1916.
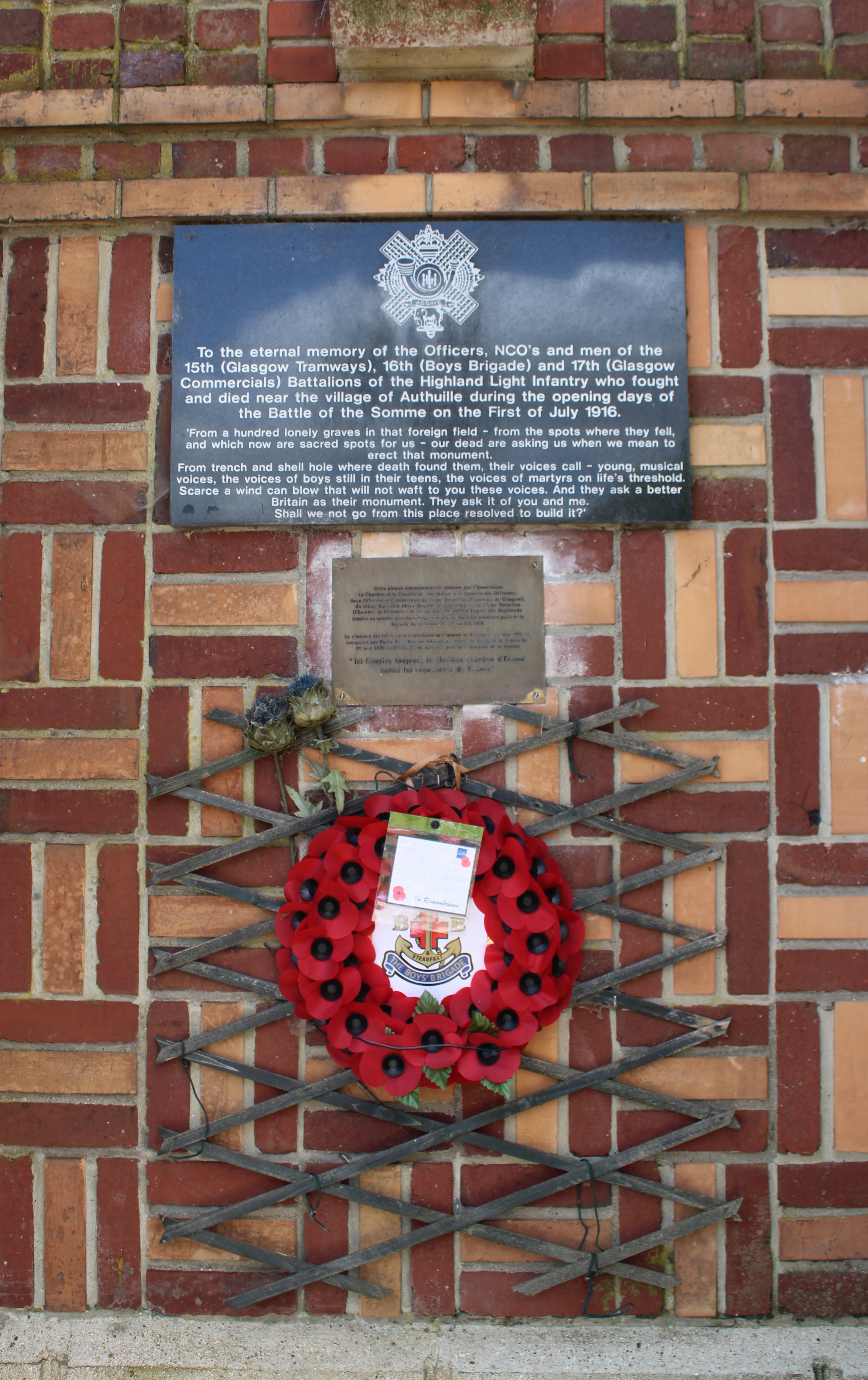
Plaque hommage aux soldats britanniques.
Stèle hommage aux soldats britanniques qui ont combattu à Authuille en juillet 1916.

- Trois cimetières militaires britanniques, qui comportent les tombes de soldats du commonwhealth tombés pour la plupart lors de la Bataille de la Somme, sont implantés sur le territoire de la commune 
  - Lonsdale Cemetery, situé en pleine campagne à 1,5 km à l'est du village et qui comporte les tombes de 1 541 soldats du Commonwealth.
  - Authuille Military Cemetery, situé non loin de l'église, rue d'En-Bas qui comporte les tombes de 471 soldats du Commonwealth.
  - Blighty Valley Cemetery, situé à 1 km au sud  du village près du Bois d'Authuille qui comporte les tombes de 1 026 soldats du Commonwealth.
- Le mémorial de Thiepval est situé en quasi-totalité sur le territoire de la commune d'Authuille.

Des lieux mémoriels de la Première Guerre mondiale
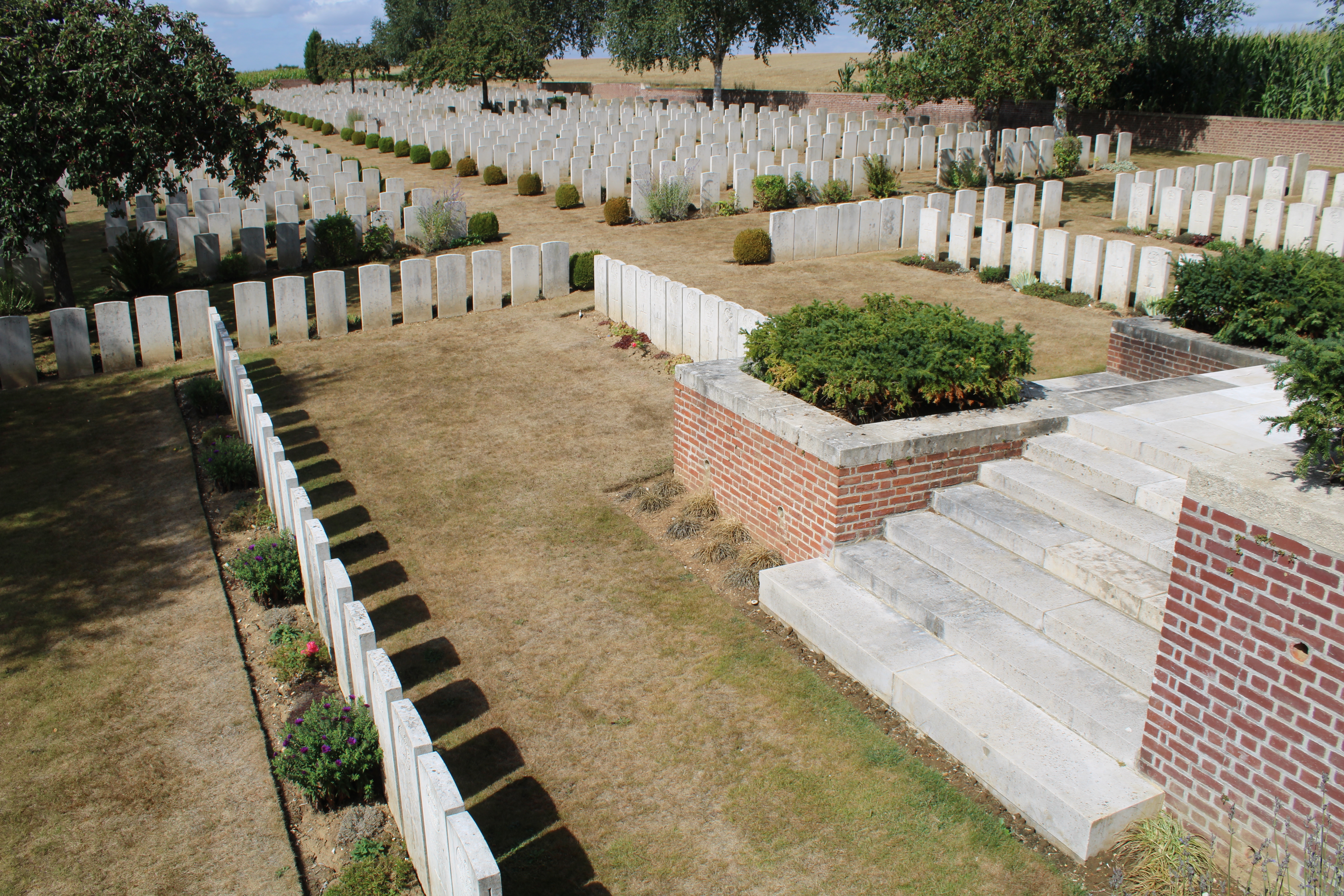
Lonsdale Cemetery.
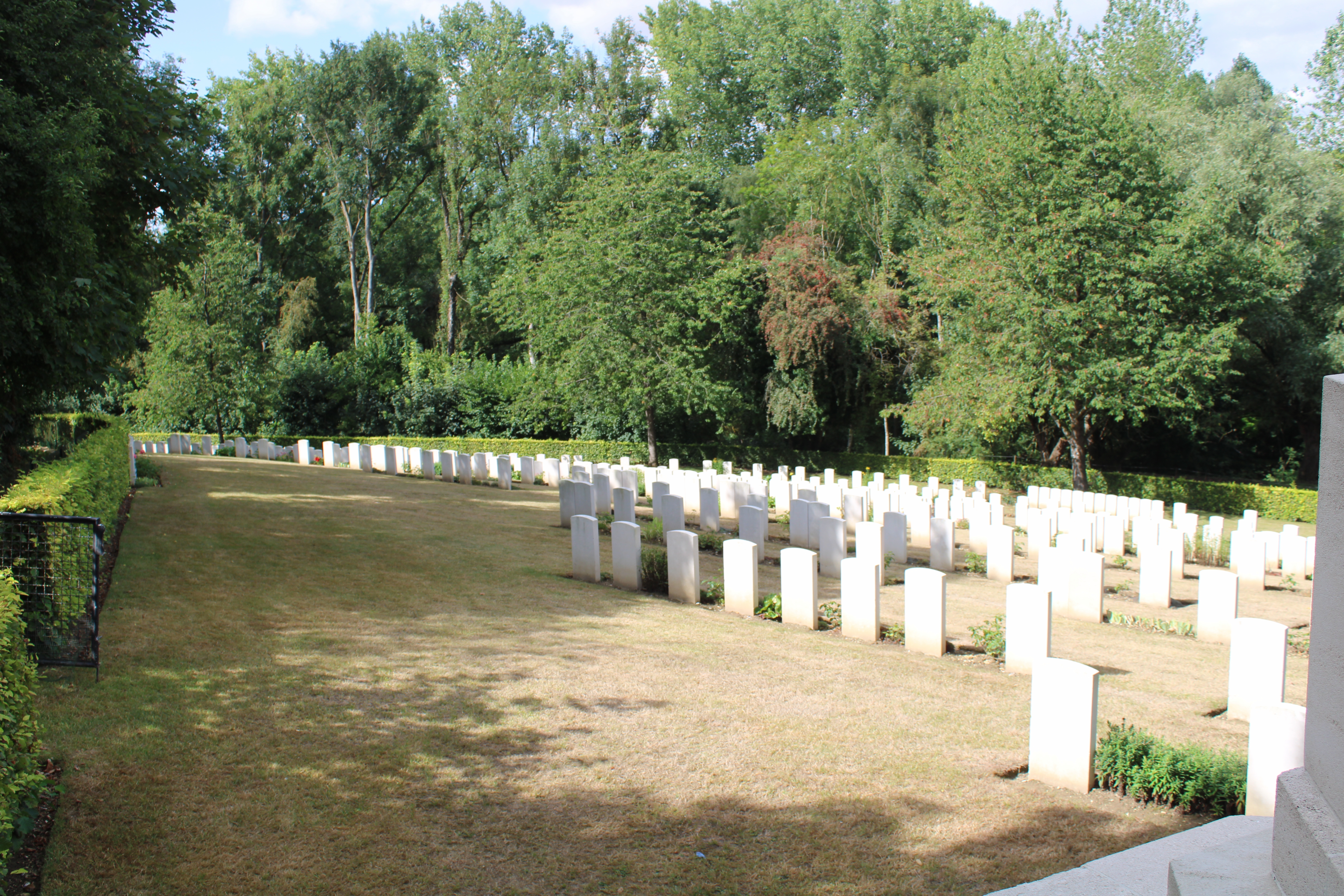
Authuille Military Cemetery.
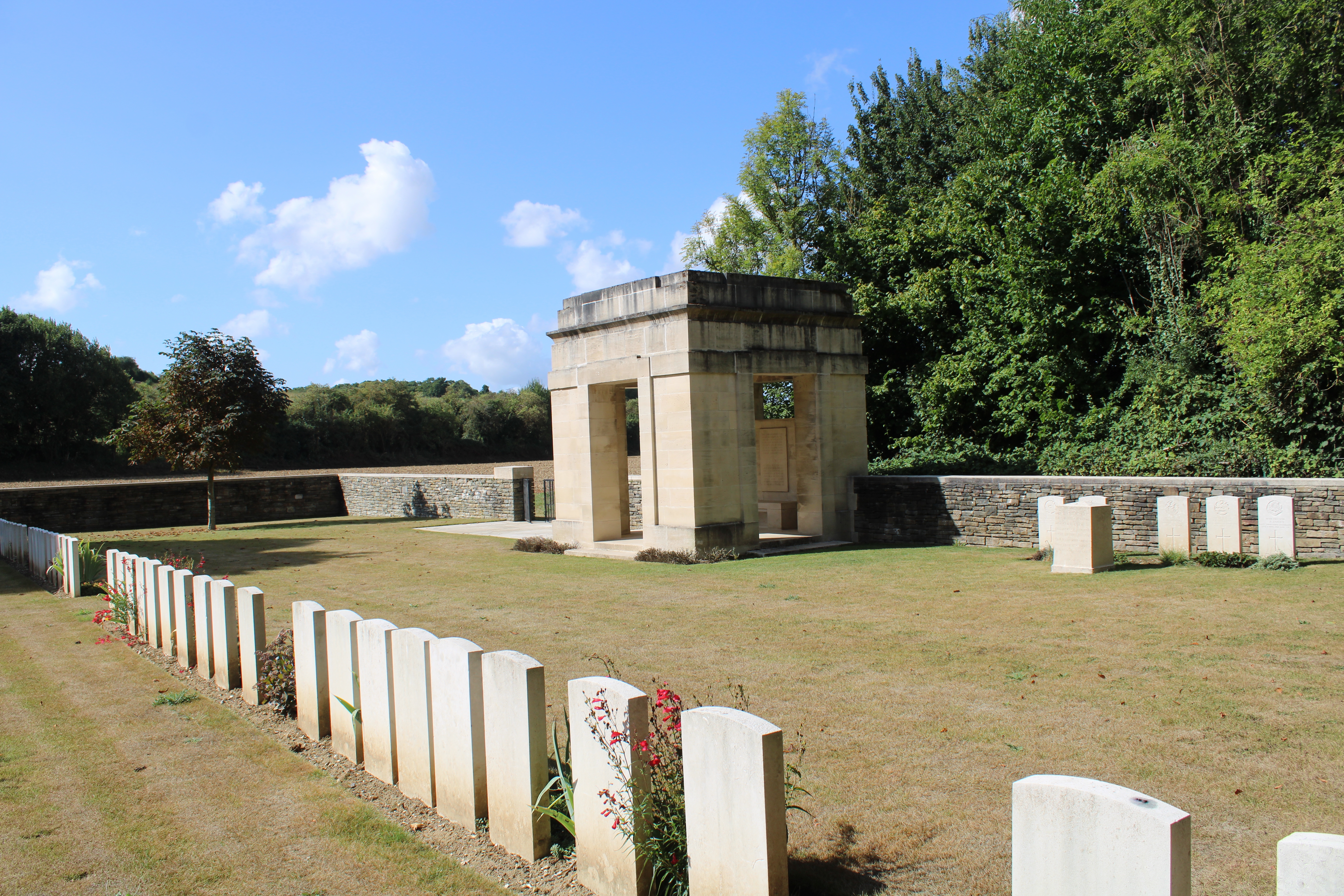
Blighty Vallée Cemetery.
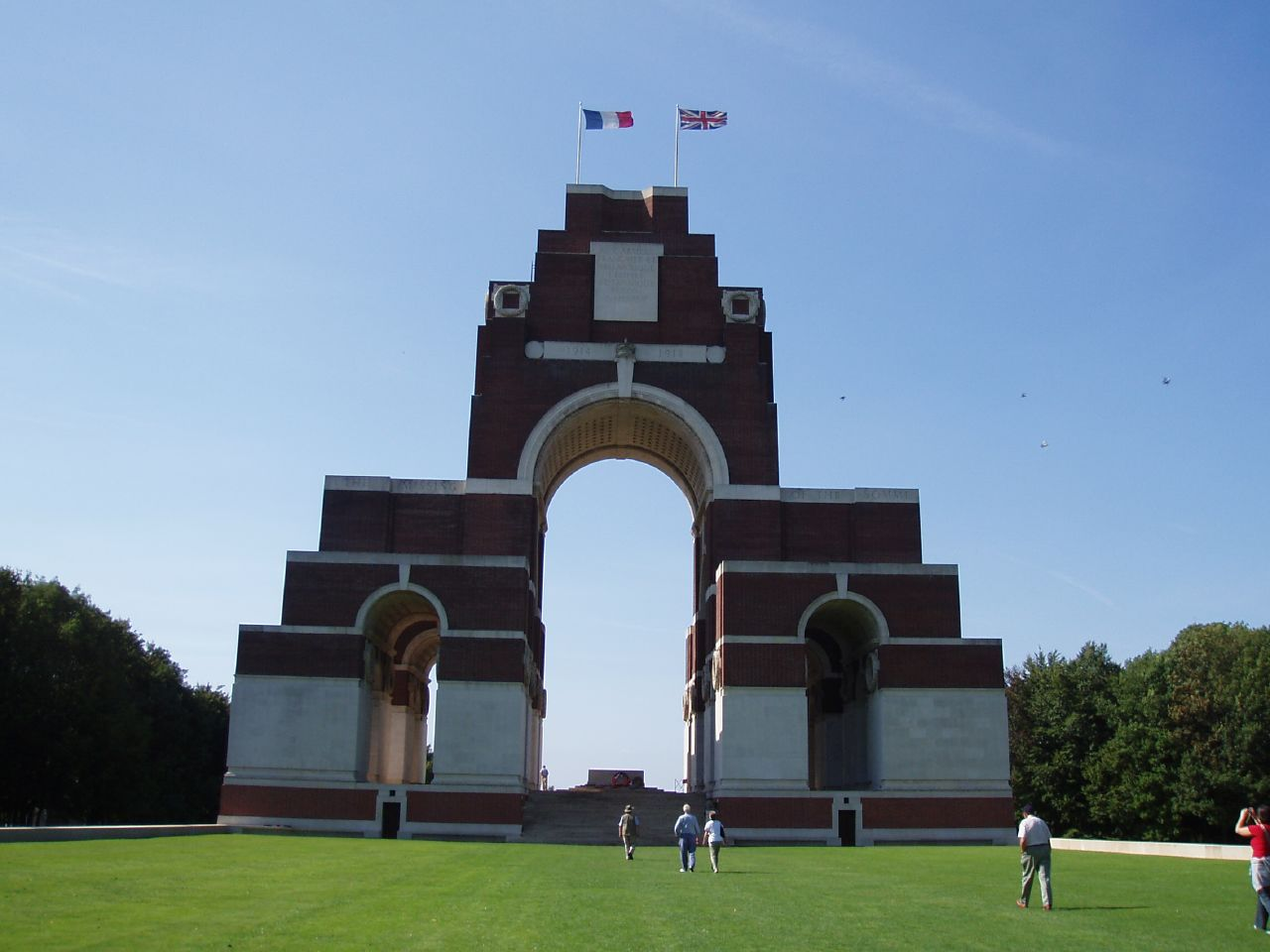
Le mémorial de Thiepval.

### Personnalités liées à la commune
- Fursy de Péronne (vers 567- vers 648), moine irlandais qui se rendit dans le Nord de la Gaule pour évangéliser les habitants. Arrivé à Authuille, il guérit un possédé qui se convertit au christianisme aussitôt. Il fonda l'abbaye du Mont Saint-Quentin, près de Péronne.

### Héraldique
|  | Les armes de la commune se blasonnent ainsi : d'or à trois maillets de gueules. |

## Pour approfondir